# Formula 1 – sezona 2014.
| FIA Svjetsko prvenstvo Formule 1 2014. | FIA Svjetsko prvenstvo Formule 1 2014. |
|                                        | Prvak                                  |
| -------------------------------------- | -------------------------------------- |
| Vozač                                  | Lewis Hamilton (Mercedes)              |
| Konstruktor                            | Mercedes                               |
| Prethodna sezona                       | Sljedeća sezona                        |
| 2013.                                  | 2015.                                  |

Formula 1 – sezona 2014. je bila 65. sezona svjetskog prvenstva Formule 1. Vozilo se 19 utrka u periodu od 16. ožujka do 23. studenog 2014. godine. Svjetski prvak po drugi put je postao Lewis Hamilton, dok je naslov konstruktorskog prvaka po prvi put pripao Mercedesu.

## Vozači i konstruktori
| Konstruktor/Momčad                              | Šasija            | Motor                             | Gume | Broj | Vozači            |
| ----------------------------------------------- | ----------------- | --------------------------------- | ---- | ---- | ----------------- |
| Red Bull-Renault Infiniti Red Bull Racing       | Red Bull RB10     | Renault Energy F1 2014 V6 t h 1.6 | P    | 1    | Sebastian Vettel  |
| Red Bull-Renault Infiniti Red Bull Racing       | Red Bull RB10     | Renault Energy F1 2014 V6 t h 1.6 | P    | 3    | Daniel Ricciardo  |
| Mercedes Mercedes AMG Petronas F1 Team          | Mercedes F1 W05   | Mercedes PU106A V6 t h 1.6        | P    | 44   | Lewis Hamilton    |
| Mercedes Mercedes AMG Petronas F1 Team          | Mercedes F1 W05   | Mercedes PU106A V6 t h 1.6        | P    | 6    | Nico Rosberg      |
| Ferrari Scuderia Ferrari                        | Ferrari F14 T     | Ferrari 059/3 V6 t h 1.6          | P    | 14   | Fernando Alonso   |
| Ferrari Scuderia Ferrari                        | Ferrari F14 T     | Ferrari 059/3 V6 t h 1.6          | P    | 7    | Kimi Räikkönen    |
| Lotus-Renault Lotus F1 Team                     | Lotus E22         | Renault Energy F1 2014 V6 t h 1.6 | P    | 8    | Romain Grosjean   |
| Lotus-Renault Lotus F1 Team                     | Lotus E22         | Renault Energy F1 2014 V6 t h 1.6 | P    | 13   | Pastor Maldonado  |
| McLaren-Mercedes McLaren Mercedes               | McLaren MP4-29    | Mercedes PU106A V6 t h 1.6        | P    | 22   | Jenson Button     |
| McLaren-Mercedes McLaren Mercedes               | McLaren MP4-29    | Mercedes PU106A V6 t h 1.6        | P    | 20   | Kevin Magnussen   |
| Force India-Mercedes Sahara Force India F1 Team | Force India VJM07 | Mercedes PU106A V6 t h 1.6        | P    | 27   | Nico Hülkenberg   |
| Force India-Mercedes Sahara Force India F1 Team | Force India VJM07 | Mercedes PU106A V6 t h 1.6        | P    | 11   | Sergio Pérez      |
| Sauber-Ferrari Sauber F1 Team                   | Sauber C33        | Ferrari 059/3 V6 t h 1.6          | P    | 99   | Adrian Sutil      |
| Sauber-Ferrari Sauber F1 Team                   | Sauber C33        | Ferrari 059/3 V6 t h 1.6          | P    | 21   | Esteban Gutiérrez |
| Toro Rosso-Renault Scuderia Toro Rosso          | Toro Rosso STR9   | Renault Energy F1 2014 V6 t h 1.6 | P    | 25   | Jean-Éric Vergne  |
| Toro Rosso-Renault Scuderia Toro Rosso          | Toro Rosso STR9   | Renault Energy F1 2014 V6 t h 1.6 | P    | 26   | Daniil Kvyat      |
| Williams-Mercedes Williams Martini Racing       | Williams FW36     | Mercedes PU106A V6 t h 1.6        | P    | 19   | Felipe Massa      |
| Williams-Mercedes Williams Martini Racing       | Williams FW36     | Mercedes PU106A V6 t h 1.6        | P    | 77   | Valtteri Bottas   |
| Marussia-Ferrari Marussia F1 Team               | Marussia MR03     | Ferrari 059/3 V6 t h 1.6          | P    | 17   | Jules Bianchi     |
| Marussia-Ferrari Marussia F1 Team               | Marussia MR03     | Ferrari 059/3 V6 t h 1.6          | P    | 4    | Max Chilton       |
| Caterham-Renault Caterham F1 Team               | Caterham CT05     | Renault Energy F1 2014 V6 t h 1.6 | P    | 10   | Kamui Kobayashi   |
| Caterham-Renault Caterham F1 Team               | Caterham CT05     | Renault Energy F1 2014 V6 t h 1.6 | P    | 9    | Marcus Ericsson   |
| Caterham-Renault Caterham F1 Team               | Caterham CT05     | Renault Energy F1 2014 V6 t h 1.6 | P    | 45   | André Lotterer    |
| Caterham-Renault Caterham F1 Team               | Caterham CT05     | Renault Energy F1 2014 V6 t h 1.6 | P    | 46   | Will Stevens      |

## Utrke
|     | Utrka                                            | 1.                                | 2.                                | 3.                                |
| --- | ------------------------------------------------ | --------------------------------- | --------------------------------- | --------------------------------- |
|     |                                                  |                                   |                                   |                                   |
| 1.  | VN Australije, Melbourne 16. ožujka 2014.        | Nico Rosberg Mercedes             | Kevin Magnussen McLaren-Mercedes  | Jenson Button McLaren-Mercedes    |
| 2.  | VN Malezije, Sepang 30. ožujka 2014.             | Lewis Hamilton Mercedes           | Nico Rosberg Mercedes             | Sebastian Vettel Red Bull-Renault |
| 3.  | VN Bahreina, Sakhir 6. travnja 2014.             | Lewis Hamilton Mercedes           | Nico Rosberg Mercedes             | Sergio Pérez Force India-Mercedes |
| 4.  | VN Kine, Shanghai 20. travnja 2014.              | Lewis Hamilton Mercedes           | Nico Rosberg Mercedes             | Fernando Alonso Ferrari           |
| 5.  | VN Španjolske, Catalunya 11. svibnja 2014.       | Lewis Hamilton Mercedes           | Nico Rosberg Mercedes             | Daniel Ricciardo Red Bull-Renault |
| 6.  | VN Monaka, Monte Carlo 25. svibnja 2014.         | Nico Rosberg Mercedes             | Lewis Hamilton Mercedes           | Daniel Ricciardo Red Bull-Renault |
| 7.  | VN Kanade, Montreal 8. lipnja 2014.              | Daniel Ricciardo Red Bull-Renault | Nico Rosberg Mercedes             | Sebastian Vettel Red Bull-Renault |
| 8.  | VN Austrije, Spielberg 22. lipnja 2014.          | Nico Rosberg Mercedes             | Lewis Hamilton Mercedes           | Valtteri Bottas Williams-Mercedes |
| 9.  | VN Velike Britanije, Silverstone 6. srpnja 2014. | Lewis Hamilton Mercedes           | Valtteri Bottas Williams-Mercedes | Daniel Ricciardo Red Bull-Renault |
| 10. | VN Njemačke, Hockenheim 20. srpnja 2014.         | Nico Rosberg Mercedes             | Valtteri Bottas Williams-Mercedes | Lewis Hamilton Mercedes           |
| 11. | VN Mađarske, Hungaroring 27. srpnja 2014.        | Daniel Ricciardo Red Bull-Renault | Fernando Alonso Ferrari           | Lewis Hamilton Mercedes           |
| 12. | VN Belgije, Spa-Francorchamps 24. kolovoza 2014. | Daniel Ricciardo Red Bull-Renault | Nico Rosberg Mercedes             | Valtteri Bottas Williams-Mercedes |
| 13. | VN Italije, Monza 7. rujna 2014.                 | Lewis Hamilton Mercedes           | Nico Rosberg Mercedes             | Felipe Massa Williams-Mercedes    |
| 14. | VN Singapura, Singapur 21. rujna 2014.           | Lewis Hamilton Mercedes           | Sebastian Vettel Red Bull-Renault | Daniel Ricciardo Red Bull-Renault |
| 15. | VN Japana, Suzuka 5. listopada 2014.             | Lewis Hamilton Mercedes           | Nico Rosberg Mercedes             | Sebastian Vettel Red Bull-Renault |
| 16. | VN Rusije, Soči 12. listopada 2014.              | Lewis Hamilton Mercedes           | Nico Rosberg Mercedes             | Valtteri Bottas Williams-Mercedes |
| 17. | VN SAD, Austin 2. studenog 2014.                 | Lewis Hamilton Mercedes           | Nico Rosberg Mercedes             | Daniel Ricciardo Red Bull-Renault |
| 18. | VN Brazila, Interlagos 9. studenog 2014.         | Nico Rosberg Mercedes             | Lewis Hamilton Mercedes           | Felipe Massa Williams-Mercedes    |
| 19. | VN Abu Dhabija, Yas Marina 23. studenog 2014.    | Lewis Hamilton Mercedes           | Felipe Massa Williams-Mercedes    | Valtteri Bottas Williams-Mercedes |
|     |                                                  |                                   |                                   |                                   |

## Poredak

### Vozači
| Mjesto | Vozač             | Bodovi |
| ------ | ----------------- | ------ |
| 1.     | Lewis Hamilton    | 384    |
| 2.     | Nico Rosberg      | 317    |
| 3.     | Daniel Ricciardo  | 238    |
| 4.     | Valtteri Bottas   | 186    |
| 5.     | Sebastian Vettel  | 167    |
| 6.     | Fernando Alonso   | 161    |
| 7.     | Felipe Massa      | 134    |
| 8.     | Jenson Button     | 126    |
| 9.     | Nico Hülkenberg   | 96     |
| 10.    | Sergio Pérez      | 59     |
| 11.    | Kevin Magnussen   | 55     |
| 12.    | Kimi Räikkönen    | 55     |
| 13.    | Jean-Éric Vergne  | 22     |
| 14.    | Romain Grosjean   | 8      |
| 15.    | Daniil Kvjat      | 8      |
| 16.    | Pastor Maldonado  | 2      |
| 17.    | Jules Bianchi     | 2      |
| 18.    | Adrian Sutil      | 0      |
| 18.    | Marcus Ericsson   | 0      |
| 20.    | Esteban Gutiérrez | 6      |
| 21.    | Max Chilton       | 0      |
| 22.    | Kamui Kobayashi   | 0      |
| 23.    | Will Stevens      | 0      |
| –      | André Lotterer    | 0      |
| –      | Alexander Rossi   | 0      |
| Mjesto | Vozač             | Bodovi |

### Konstruktori
| Mjesto | Konstruktor          | Bodovi |
| ------ | -------------------- | ------ |
| 1.     | Mercedes             | 701    |
| 2.     | Red Bull-Renault     | 405    |
| 3.     | Williams-Mercedes    | 320    |
| 4.     | Ferrari              | 216    |
| 5.     | McLaren-Mercedes     | 181    |
| 6.     | Force India-Mercedes | 155    |
| 7.     | Toro Rosso-Renault   | 30     |
| 8.     | Lotus-Renault        | 10     |
| 9.     | Marussia-Ferrari     | 2      |
| 10.    | Sauber-Ferrari       | 0      |
| 11.    | Caterham-Renault     | 0      |
| Mjesto | Konstruktor          | Bodovi |

## Statistike
| Vozač            | Postolja  | Postolja  | Postolja  | Prvo startno mjesto | Najbrži krug | Krugovi u vodstvu |
| Vozač            | 1. mjesto | 2. mjesto | 3. mjesto | Prvo startno mjesto | Najbrži krug | Krugovi u vodstvu |
| ---------------- | --------- | --------- | --------- | ------------------- | ------------ | ----------------- |
| Lewis Hamilton   | 11        | 3         | 2         | 7                   | 7            | 495               |
| Nico Rosberg     | 5         | 10        | -         | 11                  | 5            | 483               |
| Daniel Ricciardo | 3         | -         | 5         | -                   | 1            | 72                |
| Valtteri Bottas  | -         | 4         | 2         | -                   | 1            | 4                 |
| Sebastian Vettel | -         | 1         | 3         | -                   | 2            | 1                 |
| Felipe Massa     | -         | 1         | 2         | 1                   | 1            | 30                |
| Fernando Alonso  | -         | 1         | 1         | -                   | -            | 32                |
| Kevin Magnussen  | -         | 1         | -         | -                   | -            | -                 |
| Jenson Button    | -         | -         | 1         | -                   | -            | 1                 |
| Sergio Pérez     | -         | -         | 1         | -                   | 1            | 11                |
| Kimi Räikkönen   | -         | -         | -         | -                   | 1            | -                 |
| Nico Hülkenberg  | -         | -         | -         | -                   | -            | 5                 |

| Konstruktor          | Postolja  | Postolja  | Postolja  | Prvo startno mjesto | Najbrži krug | Krugovi u vodstvu |
| Konstruktor          | 1. mjesto | 2. mjesto | 3. mjesto | Prvo startno mjesto | Najbrži krug | Krugovi u vodstvu |
| -------------------- | --------- | --------- | --------- | ------------------- | ------------ | ----------------- |
| Mercedes             | 16        | 13        | 2         | 18                  | 12           | 978               |
| Red Bull-Renault     | 3         | 1         | 8         | -                   | 3            | 73                |
| Williams-Mercedes    | -         | 5         | 4         | 1                   | 2            | 34                |
| Ferrari              | -         | 1         | 1         | -                   | 1            | 32                |
| McLaren-Mercedes     | -         | 1         | 1         | -                   | -            | 1                 |
| Force India-Mercedes | -         | -         | 1         | -                   | 1            | 16                |

### Vodeći vozač i konstruktor u prvenstvu
U rubrici bodovi, prikazana je bodovna prednost vodećeg vozača / konstruktora ispred drugoplasiranog, dok je žutom bojom označena utrka na kojoj je vozač / konstruktor osvojio naslov prvaka.
| Utrka               | Vozač          | Bodovi |
| ------------------- | -------------- | ------ |
| VN Australije       | Nico Rosberg   | 7      |
| VN Malezije         | Nico Rosberg   | 18     |
| VN Bahreina         | Nico Rosberg   | 11     |
| VN Kine             | Nico Rosberg   | 4      |
| VN Španjolske       | Lewis Hamilton | 3      |
| VN Monaka           | Nico Rosberg   | 4      |
| VN Kanade           | Nico Rosberg   | 22     |
| VN Austrije         | Nico Rosberg   | 29     |
| VN Velike Britanije | Nico Rosberg   | 4      |
| VN Njemačke         | Nico Rosberg   | 14     |
| VN Mađarske         | Nico Rosberg   | 11     |
| VN Belgije          | Nico Rosberg   | 29     |
| VN Italije          | Nico Rosberg   | 22     |
| VN Singapura        | Lewis Hamilton | 3      |
| VN Japana           | Lewis Hamilton | 10     |
| VN Rusije           | Lewis Hamilton | 17     |
| VN SAD              | Lewis Hamilton | 24     |
| VN Brazila          | Lewis Hamilton | 17     |
| VN Abu Dhabija      | Lewis Hamilton | 67     |

| Utrka               | Konstruktor      | Bodovi |
| ------------------- | ---------------- | ------ |
| VN Australije       | McLaren-Mercedes | 8      |
| VN Malezije         | Mercedes         | 25     |
| VN Bahreina         | Mercedes         | 67     |
| VN Kine             | Mercedes         | 97     |
| VN Španjolske       | Mercedes         | 113    |
| VN Monaka           | Mercedes         | 141    |
| VN Kanade           | Mercedes         | 119    |
| VN Austrije         | Mercedes         | 158    |
| VN Velike Britanije | Mercedes         | 158    |
| VN Njemačke         | Mercedes         | 178    |
| VN Mađarske         | Mercedes         | 174    |
| VN Belgije          | Mercedes         | 157    |
| VN Italije          | Mercedes         | 182    |
| VN Singapura        | Mercedes         | 174    |
| VN Japana           | Mercedes         | 190    |
| VN Rusije           | Mercedes         | 223    |
| VN SAD              | Mercedes         | 245    |
| VN Brazila          | Mercedes         | 278    |
| VN Abu Dhabija      | Mercedes         | 296    |

## Vanjske poveznice
- Službena stranica Formule 1
- Formula 1 2014. StatsF1